# Nino Molino
Nino Molino, all'anagrafe Antonino Molino (Messina, 22 novembre 1959), è un allenatore di pallacanestro italiano.
Oltre a una lunga esperienza da assistente in Nazionale italiana femminile, ha guidato varie formazioni nella massima serie conquistando due scudetti.

## Carriera
Inizia la carriera come istrutture nella natia Messina nel 1980. Nel 1985 è assistente allenatore della selezione siciliana femminile al Trofeo delle Regioni Decio Scuri. Nel 1986-87 è alla guida della Pallacanestro Messina 2000, che si classifica quarta in Serie B.
Nel 1988 si trasferisce a Bari, dove conquista uno scudetto cadette ma si occupa anche della prima squadra.  
Nel 1995 torna a Messina, in A-2, dove resterà per 4 stagioni, conquistando la massima serie e portando le siciliane fino alla semifinale scudetto.
Nel 1996, nel frattempo, svolge anche il ruolo di assistant-coach di Riccardo Sales, sulla panchina della nazionale femminile.
Nel 2000 si trasferisce a Taranto, ancora in A-2. Guida le ioniche alla promozione e, nel 2002-03, conquista Scudetto e Coppa Italia. Nella stagione seguente aggiunge un altro trofeo alla sua bacheca con la vittoria della SuperCoppa.
A metà della stagione 2005-06 si dimette da allenatore delle pugliesi e nella stagione seguente approda a Napoli dove vince nuovamente lo Scudetto, contro il Club Atletico Faenza, e la seguente SuperCoppa, sempre contro le manfrede.
Nel 2008 lascia la Campania e diventa l'head coach della Nazionale under 20 e l'assistente di Giampiero Ticchi in Nazionale A.
Nel 2010-11 torna a sedersi sulla panchina di una squadra di club: il Club Atletico Faenza. È esonerato nell'ottobre 2011 per la mancanza di condivisione dei programmi con la società.
Nel 2012-13, dopo le qualificazioni per gli Europei 2013 a cui partecipa come assistente di Roberto Ricchini in Nazionale italiana, assume l'incarico di capo allenatore della Virtus Eirene Ragusa. L'obiettivo è di formare una squadra competitiva con un equilibrio tra giocatrici esperte e giovani. Con le iblee ha ottenuto la promozione in Serie A1 con tre giornate d'anticipo ed è arrivato in finale della Coppa Italia di categoria.
Oltre ad essere per il sesto anno consecutivo c.t. della Nazionale Under-20, nel 2013-14 è confermato alla guida delle iblee. Perdendo la finale play-off contro Schio, si è laureato vice campione d'Italia. Ha vinto il Premio CNA nell'edizione 2014 dei Premi Donia. Ha vinto poi il bronzo all'Europeo Under-20.
Dal 10 giugno 2022 è allenatore del BCC Castelnuovo Scrivia (AL) in serie A2. A fine stagione non viene confermato.

## Statistiche da allenatore

### Nei club
| Stagione  | Squadra                       | St. regolare | St. regolare | St. regolare | St. regolare | St. regolare | Post season | Post season | Post season | Post season | Coppa nazionale | Coppa nazionale | Coppa nazionale | Coppa nazionale | Coppa nazionale | Coppe europee | Coppe europee | Coppe europee | Coppe europee | Coppe europee |
| Stagione  | Squadra                       | Lega         | Ris          | G            | V            | P            | Ris         | G           | V           | P           | Ed              | Ris             | G               | V               | P               | Ed            | Ris           | G             | V             | P             |
| --------- | ----------------------------- | ------------ | ------------ | ------------ | ------------ | ------------ | ----------- | ----------- | ----------- | ----------- | --------------- | --------------- | --------------- | --------------- | --------------- | ------------- | ------------- | ------------- | ------------- | ------------- |
| 1986-1987 | Pallacanestro Messina 2000    | B            | 4º           | 22           | 16           | 6            | -           | -           | -           | -           | -               | -               | -               | -               | -               | -             | -             | -             | -             | -             |
| 1995-1996 | Caffè Barbera Messina         | A2/E         | 1º           | 14           | 14           | 0            | 1º          | 14          | 14          | 0           | -               | -               | -               | -               | -               | -             | -             | -             | -             | -             |
| 1996-1997 | Caffè Barbera Messina         | A1           | 10º          | 22           | 8            | 14           | p-out       | 5           | 3           | 2           | -               | -               | -               | -               | -               | -             | -             | -             | -             | -             |
| 1997-1998 | Caffè Barbera Messina         | A1           | 2º           | 22           | 15           | 7            | ¼           | 3           | 1           | 2           | -               | -               | -               | -               | -               | -             | -             | -             | -             | -             |
| 1998-1999 | Caffè Barbera Messina         | A1           | 2º           | 26           | 22           | 4            | ½           | 4           | 2           | 2           | -               | -               | -               | -               | -               | -             | -             | -             | -             | -             |
| 2000-2001 | Global by flight Taranto      | A2           | 1º           | 26           | 25           | 1            | 1º          | 6           | 5           | 1           | -               | -               | -               | -               | -               | -             | -             | -             | -             | -             |
| 2001-2002 | Global Taranto                | A1           | 5º           | 26           | 16           | 10           | ½           | 5           | 3           | 2           | -               | -               | -               | -               | -               | -             | -             | -             | -             | -             |
| 2002-2003 | Taranto Cras Basket           | A1           | 3º           | 26           | 20           | 6            | 1º          | nd          | nd          | nd          | -               | -               | -               | -               | -               | ECW           | Q             | 4             | 3             | 1             |
| 2003-2004 | Taranto Cras Basket           | A1           | 3º P.F.      | 30           | 18           | 12           | -           | -           | -           | -           | -               | -               | -               | -               | -               | -             | -             | -             | -             | -             |
| 2004-2005 | Pasta Ambra Taranto           | A1           | 8º           | 30           | 16           | 14           | -           | -           | -           | -           | -               | -               | -               | -               | -               | -             | -             | -             | -             | -             |
| 2006-2007 | Phard Napoli                  | A1           | 2º           | 30           | 24           | 6            | 1º          | 10          | 7           | 3           | CI              | 2º              | 2               | 1               | 1               | -             | -             | -             | -             | -             |
| 2007-2008 | Phard Napoli                  | A1           | 4º           | 26           | 18           | 8            | 2º          | 8           | 4           | 4           | CI              | ½               | 1               | 0               | 1               | ELW           | Q             | 9             | 2             | 7             |
| 2010-2011 | Officine Digitali Faenza      | A1           | 8º           | 22           | 10           | 12           | ¼           | 2           | 0           | 2           | CI              | ½               | 3               | 2               | 1               | -             | -             | -             | -             | -             |
| 2012-2013 | Passalacqua Spedizioni Ragusa | A2           | 1º           | 24           | 23           | 1            | -           | -           | -           | -           | CI-A2           | 2               | 1               | 1               | -               | -             | -             | -             | -             | -             |
| 2013-2014 | Passalacqua Ragusa            | A1           | 2º           | 20           | 16           | 4            | 2º          | 11          | 7           | 4           | CI              | 1               | 0               | 1               | -               | -             | -             | -             | -             | -             |
| Totale    | Totale                        | Totale       | Totale       | -            | -            | -            | -           | -           | -           | -           | -               | -               | -               | -               | -               | -             | -             | -             | -             | -             |

### In Nazionale
| Stagione | Selezione                   | Competizioni | Competizioni | Competizioni | Competizioni | Competizioni |
| Stagione | Selezione                   | Ed           | Ris          | G            | V            | P            |
| -------- | --------------------------- | ------------ | ------------ | ------------ | ------------ | ------------ |
| 2008     | Nazionale italiana Under-20 | Euro         | 9º           | 8            | 5            | 3            |
| 2009     | Nazionale italiana Under-20 | Euro         | 9º           | 8            | 5            | 3            |
| 2010     | Nazionale italiana Under-20 | Euro         | 12º          | 8            | 1            | 7            |
| 2011     | Nazionale italiana Under-20 | Euro         | 7º           | 9            | 5            | 4            |
| 2012     | Nazionale italiana Under-20 | Euro         | 13º          | 9            | 6            | 3            |
| 2013     | Nazionale italiana Under-20 | Euro         | 2º           | 9            | 7            | 2            |
| 2014     | Nazionale italiana Under-20 | Euro         | 3º           | 9            | 6            | 3            |
| Totale   | Totale                      | Totale       | Totale       | 60           | 35           | 25           |

## Palmarès
- Campionato italiano: 2
Taranto Basket: 2002-03; Napoli Basket: 2006-07.
- Coppa Italia: 1
Taranto Basket: 2003.
- Supercoppa italiana: 2
Taranto Basket: 2003; Napoli Basket: 2007.
- Campionato italiano di Serie A2: 3
Rescifina Messina: 1995-1996 (A2 d'Eccellenza); Cras Taranto: 1999-2000; V. Eirene Ragusa: 2012-2013